# 1663 van den Bos
1663 van den Bos (1926 PE) là một tiểu hành tinh vành đai chính được phát hiện ngày 4 tháng 8 năm 1926 bởi H. E. Wood ở Johannesburg (UO).